# Димитър Попйосифов
Димитър Попйосифов (изписване до 1945 година: Димитъръ попъ Йосифовъ) е български учител и духовник, деец на късното Българско възраждане в Македония.

## Биография
Димитър Попйосифов е роден в Кратово, тогава в Османската империя. Става учител. Същевременно се запопва и получава титлата „иконом“. Към началото на XX век е български архиерейски наместник в Кратово. Води борба с гъркоманията. Баща е на революционера Йосиф Даскалов.